# Алданбуд
Виправничо-трудовий табір Алданського дорожнобудівельного управління Дальбуду (Алданбуд) — табірний підрозділ, що діяв в структурі Дальбуду. Цей табір по своїй суті був концентраційним табором й відомий ще як Алданський ВТТ Дальбуду.

## Історія
Алданбуд було організовано 31 травня 1941 року. Управління Алданбуду разміщувалося у поселенні Хандига, Якутської АРСР. В оперативному командуванні воно безпосередньо підпорядковувалось адміністрації Далбуду.
Максимальна кількість в'язнів, що розміщувалися в цьому таборі водночас, сягала понад 7500 осіб.

### Кількість політичних в'язнів
Алданбуд було закрито не раніше ніж у 1943 році.

## Виробництво
Основним типом виробничої діяльності в'язнів було будівництво дороги на трасі Хандига — Кадикчан.